# Pomán
Pomán o Villa de Pomán è un comune di seconda categoria dell'Argentina, capoluogo dell'omonimo dipartimento, nella provincia di Catamarca.